# Edgemont (Maryland)
Edgemont es un lugar designado por el censo ubicado en el condado de Washington en el estado estadounidense de Maryland. En el Censo de 2010 tenía una población de 231 habitantes y una densidad poblacional de 168,28 personas por km².

## Geografía
Edgemont se encuentra ubicado en las coordenadas 39°40′36″N 77°32′49″O / 39.67667, -77.54694. Según la Oficina del Censo de los Estados Unidos, Edgemont tiene una superficie total de 1.37 km², de la cual 1.37 km² corresponden a tierra firme y (0%) 0 km² es agua.

## Demografía
Según el censo de 2010, había 231 personas residiendo en Edgemont. La densidad de población era de 168,28 hab./km². De los 231 habitantes, Edgemont estaba compuesto por el 99.57% blancos, el 0% eran afroamericanos, el 0% eran amerindios, el 0.43% eran asiáticos, el 0% eran isleños del Pacífico, el 0% eran de otras razas y el 0% pertenecían a dos o más razas. Del total de la población el 0% eran hispanos o latinos de cualquier raza.